# 항두계놀이
항두계놀이는 한국의 민속놀이 중 하나다.
항두란 말은 계(契)란 뜻을 가진 평안남도 사투리인데 평안남도에 전하는 농민들을 비상동원하는 계를 말한다. 오랫동안 가물었다가 갑자기 비가 내려서 일손이 모자라거나 또는 홍수를 만났을 때에는 이 항두계가 소집되는 것이다. 항두계의 두목은 계주 또는 항두라고 부르고 계를 지휘·명령하며, 조수는 뚝나무로 만든 나팔인 박두레를 불기도 하고 북도 치면서 소집신호를 하여 계원을 긴급출동시킨다. 박두레소리가 나면 계원들은 곧 소집되고 여러 가지 작업을 하게 마련이다. 항두계놀이는 씨앗고르기, 씨뿌리기, 모심기, 항두김매기, 계놀이, 방아찧기의 여섯 장으로 나누어 놀이를 한다. 때로는 노약자나 불쌍한 사람의 김도 무료로 매주는 미풍(美風)이 전해온다. 

## 같이 보기
- 계(契)